# 托克爾森一家
《托克爾森一家》（英語：The Torkelsons）是一部美國電視情境喜劇，1991年9月21日至1993年6月6日在NBC頻道上播出，共兩季（33集）:685。第一季由華特迪士尼電視製作，第二季由試金石電視製作。該劇由康妮·雷、奧莉維亞·布涅和威廉·沙勒特主演。在第二季也是最後一季中，該劇更名為《重返家中》（Almost Home）:25。

## 外部連結
- 互联网电影数据库（IMDb）上《The Torkelsons》的资料（英文）
- 互联网电影数据库（IMDb）上《Almost Home》的资料（英文）
- epguides.com上《The Torkelsons/Almost Home》的資料